# Styloniscus maculosus
Styloniscus maculosus is een pissebed uit de familie Styloniscidae. De wetenschappelijke naam van de soort is voor het eerst geldig gepubliceerd in 1961 door Green.